# Ion Zangor
Ion Zangor (n. 5 iulie 1938, Azuga, România – d. 1973) a fost un bober român.

## Carieră
S-a apucat mai întâi de schi și sanie și a devenit campion național la schi alpin, slalom uriaș și combinata alpină din 1963. Apoi a trecut la bob.
Împreună cu pilotul Ion Panțuru, Nicolae Neagoe și Dumitru Pascu a câștigat medalia de bronz la Campionatul European din 1970 de la Cortina d’Ampezzo în proba de bob de patru persoane. Anul următor, în 1971, boberii români au cucerit titlul european la Innsbruck-Igls.
În anul 1972 Ion Zangor a participat la Jocurile Olimpice de iarnă. La Sapporo a luat startul în proba de bob de două persoane. Cu pilotul Ion Panțuru a ocupat locul 5, cel mai bun rezultat pentru România la această ediție a Jocurilor Olimpice. La bob-4 sportivii au ocupat locul 10.

## Distincții
Ion Zangor a fost numit maestru emerit al sportului.